# 電源三法
電源三法（でんげんさんぽう）とは、電力に関する法の総称のこと。

## 概要
以下の三法のことである。
- 電源開発促進税法
- 特別会計に関する法律（旧 電源開発促進対策特別会計法）
- 発電用施設周辺地域整備法

これらの法律の主な目的は、電源開発が行われる地域に対して補助金を交付し、これによって電源の開発（発電所建設等）の建設を促進し、運転を円滑にしようとするものである。
1960年代以降の日本の電力は、火力発電所に比重を強めていたが、1973年に起こった第1次石油危機が発生して、火力発電所に依存する日本経済が大きく混乱した。それを受けて、1974年に火力発電以外の電源を開発することによって電力リスク分散をし、火力発電への過度の依存を脱却することを目的として制定された。
電源三法による地方自治体への交付金は、電源三法交付金（でんげんさんぽうこうふきん）と呼ばれる。

## 解説
電気は溜めることが出来ず、そのため電力会社は需要の伸びにより発電所の建設を強いられる。しかし、電力の需要が大きい都市部には発電所を建設する余地がほとんど無い場合が多いため、しばしば発電所は電力の大量需要地とは全く関係のない場所に建設される。
発電所には様々なデメリットがある。一番わかりやすいのは放射能汚染の危険がある原子力発電所であるが、火力発電所や水力発電所や地熱発電所にもデメリットは存在する。発電所の建設により、建設される地域にとってはメリットはほとんどなくデメリットだけが存在するという状態におかれるため、発電所を建設される地域には当然反対運動が発生する（いわゆるNIMBY問題）。その反対運動に対してメリットを提示するのが、この電源三法に基づく交付金（電源三法交付金）である。

## 電源三法交付金の実情
電源三法交付金は水力発電や地熱発電も対象となっているが、発電の大きさから原子力発電に対するものが最も注目されている。
朝日新聞の調べによると、2004年度（予算ベース）での電源三法交付金は約824億円に上るとされている。うち、福島第一、第二原発を抱える福島県では約130億円、柏崎刈羽原発を抱える新潟県では約121億円、敦賀、美浜、大飯、高浜原発を抱える福井県では約113億円、玄海を抱える佐賀県では約100億円、六ヶ所村核燃料再処理施設や放射性廃棄物管理施設を抱える青森県では約89億円となっている。
使用状況の実例は、(財)電源地域振興センターの「電源三法活用事例集」に詳しく記載されている。2002年までは交付金の使用用途が一部の公共用施設に制限されていたが、2003年以降は交付金の使途を地場産業振興、福祉サービス提供事業、人材育成等のソフト事業へも拡充された。
尚、原子力発電の発電量は年間約3000億kwhであり、電源三法交付金約824億円は0.27円/kwhとなり、これはバックエンド費用積立て不足約1円/kwhとともに、経済産業省が発表する原子力発電表面原価5.9円/kwhには含まれていない。